# 大溪端
大溪端為臺灣台66線之終點，位於臺灣桃園市大溪區，指標為27k，可通往國道三號大溪交流道北上。
|      | 27 大溪端 | 大溪 新竹 |
| 台北 | 27 大溪端 |           |

## 鄰近公路
- 國道三號：大溪交流道
- 台3線
- 市道112號
- 市道112甲線
- 桃64線

## 可藉由此交流道前往的景點
- 慈湖陵寢
- 大溪陵寢
- 李騰芳古宅
- 齋明寺
- 龍潭武德殿
- 大溪老街
- 石門水庫